# Битарова, Зинаида Семёновна
Зинаида Семёновна Битарова (род. 31 января 1950, Цхинвали, Юго-Осетинская автономная область — 12 октября 2021, Санкт-Петербург) — поэт, прозаик, драматург.

## Биография
1972 год — окончила Ленинградский педиатрический медицинский институт.
1972—1976 гг. — работала детским психоневрологом в Вологодской области.
1976—1986 гг. — врач-психиатр (Тбилиси): училась заочно в Литературном институте им. Горького (окончила в 1985 году).
С 1986 года живёт и работает в Ленинграде (Санкт-Петербурге)
С 2001 года — член Союза писателей России.
Литературным творчеством занималась со школьных лет. В студенческие годы занималась в ЛИТО «Нарвская застава», печаталась в газете «Советский педиатр». Первой изданной книгой явился сборник рассказов «Почему болит голова», выпущенный в 1986 году в издательстве «Мерани» города Тбилиси. Из-под её пера вышли шесть книг стихов, в том числе «Мой платонический роман» (2007), удостоенный премии им. Игоря Северянина. Печаталась в альманахах и сборниках «Дом под чинарами», «День русской поэзии», «Истоки», «Невский альманах», «Адмиралтейская игла», в журналах «Литературная Грузия», «Аврора», в антологии современной петербургской поэзии «Точка отсчета» и др. С 2005 года ежегодно печатается в журнале «Дарьял» (стихи и проза). В 2010 г. выпущена книга «Телефон доверия» (рассказы, повесть, пьеса). В 2016 г. опубликована книга рассказов «Взобраться на подоконник», где автор проявил себя блестящим мастером короткого жанра и захватывающих сюжетов, связанных с пограничными состояниями человеческой психики.
В 2008 год по одноимённой пьесе Зинаиды Битаровой Театральной лабораторией под руководством Вадима Максимова поставлен спектакль «Танец Травести», шедший на разных театральных площадках города. В январе 2020 г. той же Театральной лабораторией поставлен спектакль «Крысы» по одноимённой пьесе автора: премьерные спектакли прошли в театре «Остров» и в Российской Национальной библиотеке г. Санкт-Петербурга.
В ноябре 2010 года театром «Остров» поставлена пьеса автора «Телефон доверия», вошедшая в репертуар театра. В октябре 2014 года также в театре «Остров» состоялась премьера спектакля по пьесе З.Битаровой «Место действия — душа», посвященной выдающемуся русскому писателю осетинского происхождения — Г. Газданову. Спектакль вошел в репертуар театра.
Весной 2018 года по пьесе «Телефон доверия» в «Театре на Покровке», г. Москва, поставлен спектакль «Тайные встречи», который вошел в репертуар театра.

## Рецензии на творчество Зинаиды Битаровой
- Надежда Калмыкова. В стране стихийной //Морская газета, 2003, № 51-52.
- Поэзия — это театр (без автора) /Рестораны Петербурга, 2003, № 4, с.4.
- Александр Михайлов. Две встречи с «Пантерой» // Дарьял, 2005, с.228-231, № 1
- И. Д. Тихо поэзия бродит окрест…//Литературный Петербург, 2007, № 66 (июнь).
- Тамара Скобликова. Поединок души (рецензия на постановку спектакля «Танец Травести») // Невский альманах, 2008, вып. 3 (40).
- Ирэна Сергеева. Чувства на пределе // Дарьял, 2010, № 81, с.81-84
- Владимир Шпаков. Тень живёт в… подсознании // еженедельное обозрение «Час пик», 2010, № 19
- Андрей Родосский. Из медицины в литературу. О книге Зинаиды Битаровой «Телефон доверия» // Литературно-художественный журнал «Сфинкс», вып. XXIII, СПб., 2010, с. 114—117
- Ксения Юрьева. В поисках сочувствия // Литературный Петербург, 2010, № 94
- Марина Марьян. Цепная реакция доброты.//Новый Петербург, 2011, № 23 (923), с.5.
- Владимир Шпаков. Журнал «Зинзивер» 2017, № 4(96) — рецензия на книгу «Взобраться на подоконник».
- Тамара Скобликова. Вечер с Клэр и Жоржем.//Невский театрал 2016, № 3.

## Награды
1986 год — медаль «За трудовую доблесть».